# Alexandre Voisard

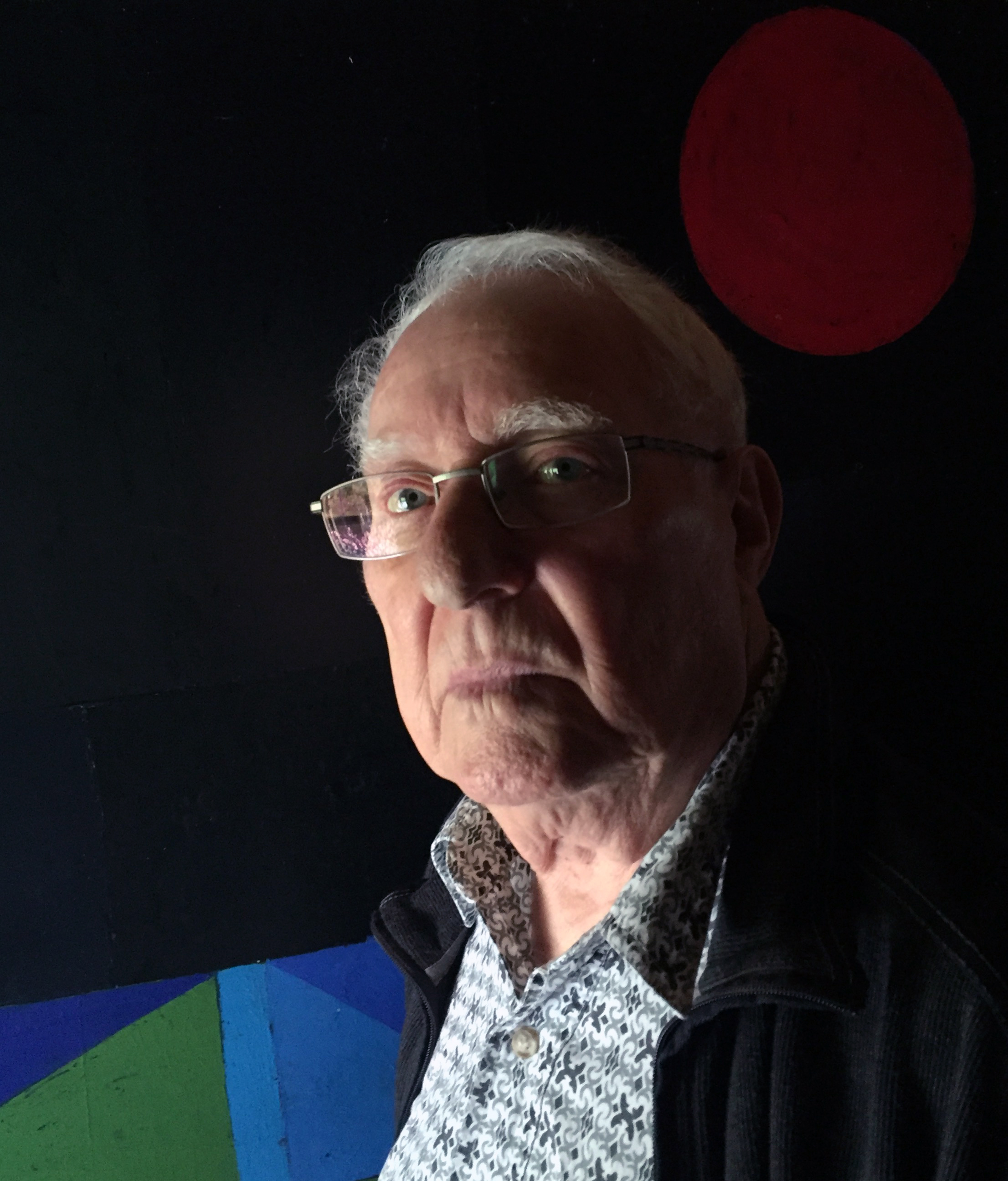
Alexandre Voisard (2016)

Alexandre Voisard (* 14. September 1930 in Pruntrut; † 15. Oktober 2024 ebenda) war ein französischsprachiger Schweizer Schriftsteller.

## Leben
Alexandre Voisard, Sohn eines Lehrers, besuchte die Schauspielschule in Genf, spielte in der Theatertruppe Troupe des Malvoisins und eröffnete später in Pruntrut seine Buchhandlung zum Jura. Als Vorkämpfer der Separatisten in der Jurafrage lange aktiv, wurde er 1979 zum Delegierten für Kulturfragen des neugegründeten Kantons Jura ernannt. 1982 wurde er Vorstandsmitglied der Kulturstiftung Pro Helvetia.
Sein Werk bestand hauptsächlich aus Gedicht- und Erzählbänden; seit 2006 erschien eine Gesamtausgabe seiner Werke (acht Bände). Seine Erzählung L’année des treize lunes erschien 1985 als erstes seiner Werke in deutscher Übersetzung und wurde 1991 von Bertrand Theubet als Le cri du lézard verfilmt. Daneben hat er Max Frischs Dienstbüchlein ins Französische übersetzt (als Livret de service).
Voisard war Mitglied der Gruppe Olten; nach deren Auflösung trat er der Schriftstellervereinigung Autorinnen und Autoren der Schweiz bei. Er lebte seit 1992 mit seiner aus Frankreich stammenden Ehefrau jenseits der Schweizer Grenze in Courtelevant.
Voisard starb am 15. Oktober 2024 im Alter von 94 Jahren in Pruntrut.

## Auszeichnungen
- 1967 Prix du Jura libre
- 1969 Einzelwerkpreis der Schweizerischen Schillerstiftung
- 1994 Gesamtwerkspreis der Schweizerischen Schillerstiftung
- 1996 Prix Max Jacob
- 2008 Prix Edouard-Rod
- 2011 Prix Alain Bosquet für sein Gesamtwerk

## Werke (auf Deutsch)
- Das Jahr der dreizehn Monde. Aus dem Französischen von Yla M. von Dach. Benziger/Ex Libris, Zürich 1985
- Cahier de notes. Dt./franz. (mit Gottfried Tritten). Haupt, Bern 2005, ISBN 3-258-06856-9